# Ekstase des heiligen Franziskus (El Greco)
Die Ekstase des heiligen Franziskus ist das einzige von El Greco gemalte Gemälde, das sich in Polen befindet. Seine Urheberschaft ist jedoch umstritten. Das Gemälde befand sich in der Pfarrei der Marienkirche von Kosów Lacki, als es 1964 von Warschauer Kunsthistorikern entdeckt wurde. 1974 wurde es von einer Kommission untersucht und als Werk von El Greco identifiziert. Seit 2004 wird das Gemälde im Diözesanmuseum Siedlce ausgestellt. Ungeklärt ist jedoch, wie das Gemälde nach Polen kam. Nach einer Ansicht erwarb es Walenty Skórzewski 1808 in Spanien, wo er als Infantriesoldat des napoleonischen Herzogtum Warschau stationiert war. Nach anderer Ansicht war es General Wincenty Krasiński, der das Gemälde während der napoleonischen Zeit in Spanien kaufte. Schließlich ist es auch möglich, dass das Gemälde bereits zuvor nach Polen-Litauen als Teil der Sammlungen der Krasiński, Ossoliński oder Radziwiłł traf.